# 1990 en Finlande
Chronologie de la Finlande
- 1986
- 1987
- 1988
- 1989
- 1990
- 1991
- 1992
- 1993
- 1994

Cette page concerne les évènements survenus en 1990 en Finlande  :

## Évènement
- 9 septembre : Sommet d'Helsinki (en)
- novembre : Premier meurtre de la gravière de Hausjärvi (en).

## Sport
- Championnat de Finlande de football 1990
- Championnat de Finlande de hockey sur glace 1989-1990
- Championnat de Finlande de hockey sur glace 1990-1991
- Championnats du monde de pentathlon moderne à Lahti.
- Organisation du concours de l'homme le plus fort du monde (en) à Joensuu.
- 20 février-18 mars : Organisation du championnats du monde de biathlon à Kontiolahti, conjointement avec Minsk (Union soviétique) et Oslo (Norvège).
- 26 décembre 1989-4 janvier : Organisation du championnat du monde junior de hockey sur glace à Helsinki.

## Culture

### Sortie de film
- Amazone
- La Fille aux allumettes
- J'ai engagé un tueur

## Naissance
- Jani Aaltonen (fi), joueur de football.
- Lina Bonde (fi), poétesse.
- Elina Pitkäkangas (fi), écrivaine.
- Eveliina Parikka (fi), joueuse de football.
- Jonnakaisa Risto (fi), actrice.
- Siiri Sinnemäki (fi), actrice de télévision.
- Tiina Vainikainen (fi), compositrice.

## Décès
- Eero Böök, joueur d'échecs.
- Oskari Jauhiainen (fi), sculpteur.
- Emmi Jurkka (fi), actrice.
- Bror Kraemer (fi), athlète.
- Ilari Paatso (fi), acteur.
- Martti Paavola, pianiste et compositeur.